# Annika Zeyen
Pour les articles homonymes, voir Zeyen.
Annika Zeyen, née le 17 février 1985 à Bonn (Allemagne), est une coureuse cycliste handisport et ancienne joueuse de basket-ball en fauteuil roulant allemande concourant dans la catégorie H3. Elle est double championne paralympique, dans deux sports différents.

## Biographie
À 14 ans, elle est victime d'un accident de cheval qui la laisse paralysée.

## Carrière
Annika Zeyen participe à ses premiers Jeux paralympiques en 2004 à Athènes où son équipe termine 4e du tournoi. Dans les années suivantes, elle est sélectionnée en équipe d'Allemagne et remporte les Mondiaux 2005, 2007, 2009 et 2011. Lors des Jeux paralympiques d'été de 2008, elle atteint la finale avec l'équipe allemande mais cette dernière est battue par les Américaines.
En 2012, elle fait partie de l'équipe allemande de basket-ball en fauteuil roulant sacrée championne paralympique en battant l'Australie 58-44. C'est le premier titre paralympique pour le basket féminin en 28 ans. L'équipe reçoit la Silbernes Lorbeerblatt de la part du président allemand, Joachim Gauck.
Lors des Jeux de 2016, l'équipe allemande affronte une nouvelle fois les États-Unis en finale et sont encore battues. Malgré sa défaite en finale, elle est choisie comme porte-drapeau lors de la cérémonie de clôture des Jeux.
Pour sa cinquième participation aux Jeux et sa première en tant que coureuse cycliste, elle remporte la course contre-la-montre H1-3 en 32 min 46 s 97 devant l'Italienne Francesca Porcellato (33 min 30 s 52) et la Polonaise Renata Kaluza (33 min 50 s 32).

## Palmarès

### Jeux paralympiques
- médaille d'or du contre-la-montre H1-3 aux Jeux paralympiques d'été de 2020 à Tokyo
- médaille d'or en basket-ball féminin aux Jeux paralympiques d'été de 2012 à Londres
- médaille d'argent en basket-ball féminin aux Jeux paralympiques d'été de 2016 à Rio de Janeiro
- médaille d'argent en basket-ball féminin aux Jeux paralympiques d'été de 2008 à Pékin
- médaille d'argent de la course sur route H1-4 aux Jeux paralympiques d'été de 2020 à Tokyo
- médaille de bronze du contre-la-montre H1-2-3 aux Jeux paralympiques d'été de 2024 à Paris

### Championnats du monde
- médaille d'or de la course sur route H3 aux Championnats du monde 2021 à Cascais
- médaille d'or de la course sur route H3 aux Championnats du monde 2019 à Emmen
- médaille d'or de la course sur route H3 aux Championnats du monde 202 à Glasgow
- médaille d'argent du contre-la-montre H3 aux Championnats du monde 2021 à Cascais
- médaille d'argent du contre-la-montre H3 aux Championnats du monde 2023 à Glasgow
- médaille d'argent du relais mixte aux Championnats du monde 2023 à Glasgow
- médaille d'argent du tournoi féminin de basket aux Championnats du monde 2014 à Toronto
- médaille d'argent du tournoi féminin de basket aux Championnats du monde 2010 à Birmingham
- médaille de bronze du relais mixte aux Championnats du monde 2021 à Cascais
- médaille de bronze du relais mixte aux Championnats du monde 2019 à Emmen
- médaille de bronze du tournoi féminin de basket aux Championnats du monde 2006 à Amsterdam